# III династия
Третья династия Древнего Египта, наряду с IV, V и VI династиями, относится к периоду Древнего Царства, и датируется примерно 2686—2575 гг. до н. э. (по другим оценкам 2727—2655 гг. до н. э.).
Время Третьей династии отличалось относительным спокойствием в стране, что позволило её правителям развить широкую строительную деятельность. Именно к этой династии относится правление фараона Джосера, впервые использовавшего в качестве места погребения сооружение пирамидальной формы. Столица в то время располагалась в городе Мемфисе.

## Правители
Хотя Туринский и Абидосский списки называют первым правителем Третьей династии Санахта (Небку), многие современные египтологи считают основателем династии Джосера. На это, в частности, указывает порядок перечисления предшественников Хуфу в папирусе Весткар.
| Личное имя | Тронное имя   | Хорово имя |
| ---------- | ------------- | ---------- |
| Небка      | —             | Санахт     |
| Джосер     | Нечерихетнебу | Нечерихет  |
| Джосертети | —             | Сехемхет   |
| —          | —             | Хаба       |
| Хуни       | Неферкара     | Кахеджет   |